# خارق للطبيعة (الموسم 2)
خارق للطبيعة (بالإنجليزية: Supernatural)‏ هو مسلسل تلفزيوني خيالي مظلم أمريكي أنشأه إريك كريبك لأول مرة في 28 سبتمبر 2006، واختتم في 17 مايو 2007، بث 22 الحلقات. يركز الموسم على البطلين سام (جاريد باداليكي) ودين وينشستر (جنسن أكليس) أثناء تعقبهم لعزازيل، الشيطان المسؤول عن وفاة والدتهما ماري والأب جون. يحاولون اكتشاف خطة الشيطان لسام وغيره من الأطفال النفسيين - صغار البالغين الذين زارهم عزازيل عندما كانوا رضعًا وتم تزويدهم بالقدرات، وغالبًا ما ماتت أمهاتهم في حريق. خلال رحلاتهم، يستخدمون دفتر يوميات والدهم لمساعدتهم على الاستمرار في أعمال العائلة - إنقاذ الناس وصيد المخلوقات الخارقة للطبيعة.
يذاع الموسم يوم الخميس الساعة 9:00 مساءً بالتوقيت الشرقي في الولايات المتحدة،  وكان أول موسم يبث على شبكة تلفزيون ذا سي دبليو، وهي مشروع مشترك بين دبليو بي ويو بي إن. تم بث الموسم السابق على ذا دبليو بي. بلغ متوسطها فقط حوالي 3.14 مليون مشاهد أمريكي، وكانوا في خطر عدم التجدد. حصل العرض على تقييمات إيجابية في الغالب، حيث حصل الممثلون وطاقم العمل على العديد من الترشيحات للجوائز والثناء على الكيمياء الأخوية بين البطلين الرئيسيين، ولكن الهيكل المعتمد للحلقات تعرض لانتقادات.
كان الموسم يبث دوليًّا، في المملكة المتحدة على قناة آي تي في،  في كندا على سيتى تى في والفضاء،  وفي أستراليا على شبكة تن. تم إصداره على قرص دي في دي كمربع مكون من ستة أقراص تم تعيينه في 11 سبتمبر 2007 بواسطة وارنر هوم فيديو في المنطقة1. على الرغم من تقسيم الموسم إلى إصدارين منفصلين في المنطقة 2، تم إصدار المجموعة الكاملة في 29 أكتوبر 2007، وفي المنطقة 4 في 3 أكتوبر 2007. تتوفر الحلقات أيضًا من خلال بائعي التجزئة الرقميين مثل متجر آي تيونز من أبل و  مايكروسوفت إكس بوكس ستور  وخدمة التلفزيون عند الطلب من أمازون (شركة).

## طاقم الممثلين

### بطولة
- جاريد باداليكي بدور سام وينشستر
- جنسن أكليس في دور دين وينشستر

### ضيف مميز
- ليندا بلير بدور ديانا بالارد

### ضيف النجوم
- سامانثا فيريس بدور إلين هارفيل
- جيم بيفر بدور بوبي سينجر
- تشاد ليندبرج بدور أش
- الونا تال بدور جو هارفيل
- فريدريك ليهن بدور عزازيل
- ستيرلينغ ك. براون بدور جوردون ووكر
- ألديس هودج بدور جيك تالي
- كاثرين إيزابيل بدور افا ويلسون
- جيفري دين مورغان بدور جون وينشستر
- سامانثا سميث (ممثلة) بدور ماري وينشستر
- غابرييل تيجرمان  بدور أندرو غالاغر
- شارل مالك ويتفيلد بدور وكيل مكتب التحقيقات الفدرالي فيكتور هنريكسن
- أمبر بنسون بدور لينور
- ليندسي ماكيون بدور تيسا
- أدرياني باليكي بدور جيسيكا مور
- ريتشارد سبايت جونيور بدور محتال

## الإنتاج

### اختيار الطاقم
استخدم الكتاب الموسم الثاني للتوسع في مفهوم الصيادين، مما أدى إلى إدخال العديد من الشخصيات المتكررة من خلال الصالون الذي يتردد عليه الصياد - هارفل رود هاوس. صورت سامانثا فيريس إيلين هارفيل، مالك رودهاوس وصديق قديم لجون وينشستر، بينما لعبت ألونا تال دور ابنة إلين جو. استكمل هذا الزوج العلاقة بين الأب والابن لعائلة ونشيستر في السنة الأولى. تعتقد فيريس أنها كانت بالضبط ما كان يبحث عنه المنتجون: «ممثلة قوية، قوية، لكنها صغيرة في الأمومة». من ناحية أخرى، كانت شخصية تل هي اهتمام الحب المقصود لدين، وتم التخلص منها في النهاية لأنها ظهرت على أنها شخصية أخت. قام تشاد ليندبرج بتصوير العبقري آش، الذي يستخدم مهاراته الحاسوبية الهائلة لتتبع الخوارق. لأن الكتاب شعروا أن صفاته الشخصية «الكوميدية» و «الخرقاء» كانت غير واقعية للغاية بالنسبة للعرض، ولهذا أزيل أيضًا في النهاية.
عادت شخصيات أخرى من السنة الأولى. قام الممثل جيم بيفر بظهور عدة مرات في دور الصياد بوبي سينجر، وهو صديق قديم لعائلة ونشيستر. كان بيفر يتوقع ظهوره كضيف في الموسم الأول في «فخ الشيطان» ليكون «صفقة واحدة»، وتفاجأ عندما طُلب منه العودة. كررت أدرياني باليكي دورها كصديقة سام المتوفاة جيسيكا في حلقة الواقع البديل «ما هو وما لا يجب أن يكون (خارق للطبيعة)»، كما فعلت سامانثا سميث (ممثلة) بدور ماري وينشستر (خارق). كما ظهر سميث في الفلاش باك في الحلقة قبل الأخيرة، «كل الجحيم ينكسر». وعلى الرغم من تردده في البداية بسبب دوره في غريز أناتومي، عاد جيفري دين مورغان في دور جون وينشستر في العرض الأول والختام للموسم. ومع ذلك، فإن الشخصية تموت في العرض الأول لأن الكتاب قلقون من أن فصله عن أبنائه مرة أخرى - يقضي سام ودين معظم الموسم الأول في تعقبه - من شأنه «تقسيم العرض» بجعله بعيدًا «القيام بأشياء أكثر إثارة من الأولاد يفعلون». بصفته شيطانًا، يقوم الشرير عزازيل بتبديل المضيفين بشكل دوري، وقد صوره مورجان لأول مرة بالكامل في خاتمة الموسم الأول. مرت زمام الأمور إلى فريدريك لين في العرض الأول للموسم الثاني، واستمتع منتجو العرض بأدائه لدرجة أنهم أعادوه إلى النهاية المكونة من جزأين.
دخلت العديد من العوامل في قرارات اختيار نجوم الموسم. ليندا بلير، التي اشتهرت بدورها في فيلم الرعب طارد الأرواح الشريرة (فيلم)، ظهرت في حلقة «المشتبه بهم المعتادين». على الرغم من أن بلير من معجبي العرض، إلا أنها رفضت الظهور كضيف في الموسم الأول لأنها لم ترغب في العودة إلى حالة الرعب، بعد أن أمضت سنوات في الحصول على «قائمة نظيفة». تغير هذا بعد أن بث المسلسل التلفزيوني اكسترا ملفًا شخصيًا من ثلاثة أجزاء عن حياتها المهنية في التمثيل والعمل مع الحيوانات. حاولت العثور على سلسلة من شأنها أن تكتب لها دورًا كـ «قطعة ممثل»، بدلاً من كونها حجابًا. عرضت كريبك، إحدى المعجبين بـ طارد الأرواح الشريرة ،  أن تكتب حلقة خصيصًا لها، وقد «تأثرت حقًا» عندما استمع إلى طلبها بإبعاد الشياطين عن القصة. أثناء استبدال الحوار الآلي، أضاف جنسن أكليس في إشارة إلى طارد الأرواح الشريرة مع البيان، «يمكنني حقًا تناول بعض حساء البازلاء».
صب غلكتيك تريشيا هلفر في "سيسقط" نابع من المنتجين الأفضلية للتوظيف اللاعبين المهمين إلى القاعدة الجماهيرية خارق ' كانت هذه الحلقة الأولى التي يشارك فيها ونشيستر كشخصيات داعمة، وشعر كريبك أن تريشيا لديها الكاريزما لأداء الدور الرئيسي". استمتعت كريبك بعمل إيمانويل فوجير في المسلسلات التليفزيونية مثل سمولفيل، واعتقد أنها كانت "اختيارًا سهلاً" للدور الكبير الذي لعبه ماديسون في فيلم "القلب" الذي سيصبح قريبًا بالذئب. شعرت المخرجة كيم مانرز أن فوجير جلب إلى الشخصية نقطة ضعف مثل تلك الموجودة في لون تشاني جونيور. في الرجل الذئب، مما جعل المشاهدين متعاطفين. تصور مؤلف نظرية المؤامرة رونالد عن فيلم "النادلون" من قبل الكاتب والمنتج الاستشاري بن إيدلوند على أنه " راندي كويد شبه المخمور من يوم الاستقلال " غير المتعاطف. ومع ذلك، تغير هذا مع اختيار كريس جوتييه، وشعر إيدلوند أن رونالد أصبح شخصية "رائعة حقًا" سيستمتع بها المشجعون. اعتبر المنتجون سمر غلاو لدور أنجيلا الزومبي في فيلم "الأطفال يجب ألا يلعبوا بالأشياء الميتة"، لكنها لم تستطع القبول بسبب تضارب المواعيد.

### الكتابة
عندما بدأ إنتاج الموسم الثاني، أراد كريبك تجنب صيغة وحش الأسبوع المستخدمة في السنة الأولى. حاول الكتاب ذلك من خلال تضمين المزيد من «الموضوعات الإنسانية»، وبشكل أساسي «الأشياء التي يخافها سام ودين حقًا: الموت، والحزن، والخيانة، إلخ.»  أدى هذا التغيير إلى تركيز المسلسل على مواقف مثل تعامل الأخوين مع وفاة والدهم ومنحهم مهمة مطاردة عزازيل، الشيطان الذي قتله. يشعر مورغان أن «الاضطراب الداخلي» للأخوين نتيجة موت شخصيته جعلهما أكثر ثلاثية الأبعاد. بينما يواجه دين صعوبة في التعامل مع وفاة والده، يتمنى كريبك أن يركزوا أكثر على رد فعل سام. بدلاً من ذلك، تناولت الحلقات أكثر مع خوف سام من أن يصبح شريرًا، وهو ما ندم عليه كريبك لأن الكتاب لم يصور أبدًا الشخصية التي ترتكب أفعالًا شريرة. تتبع قصة رئيسية أخرى للموسم سام ودين وهم يتتبعون الأطفال النفسيين المتنوعين - صغار البالغين مثل سام الذين زارهم عزازيل عندما كانوا رضعًا وأعطوا القدرات. ومع ذلك، فإن قصة الأطفال النفسيين جعلت أساطير الموسم الثاني «كثيفة» و «مربكة» لكريبك.
فضل كريبك بدلاً من ذلك الحلقات "الفريدة والمثيرة للاهتمام من الناحية الهيكلية"،  والتي نشأت أحيانًا من أفكار الكتاب غير المستخدمة. منذ بداية المسلسل، أراد كريبك أن يظهر مهرجًا شريرًا لأنه شعر أن "المهرجين في سياق لا يُفترض بهم أن يكونوا فيه هم" مرعبون ". للتوافق مع المسلسل، أصبح المهرج راكشا متغير الشكل من الأساطير الهندوسية. جعل هذا القرار المهرج "أقل إرضاءًا"، مما أثار استياء كريبك، لأنه حد من المشاهد المتعلقة بالمهرج. عنصر آخر من الفولكلور كان يفضله كريبك هو قصة روبرت جونسون، التي ركز عليها في أول سيناريو له ككاتب. وجد الأسطورة شبيهة بـ خارق للعادة، مشيرًا إلى "إنها جزء من التاريخ الأمريكي الحقيقي والفولكلور، إنها قصة رعب أمريكية، تدور أحداثها على الطرق الخلفية المتربة في الريف الأمريكي، ولديها موسيقى رائعة"  ومع ذلك، فإن هذه التقاليد تحدث في أوائل القرن العشرين، ومنعت إدراج سام ودين. للتحايل على هذا، اقترحت الكاتبة سيرا جامبل تحويل قصة جونسون إلى حبكة فرعية مفصلة في ذكريات الماضي، مع عودة مفترق طرق شيطان في الوقت الحاضر لعقد المزيد من الصفقات. على الرغم من أن غامبل تصور أن كلب الجحيم يشبه في مظهره كلب الروت وايلر، شعر كريبك أنه "سيبدو غبيًا". بدلاً من ذلك، أصبح المخلوق غير مرئي، وهو ما يعتقد غامبل أنه منحه حضورًا أكثر رعباً.
قبل دخوله صناعة التلفزيون، كان الكاتب والمنتج الاستشاري بن إيدلوند يريد كتابة نص ما وراء القص يتعامل مع الإنتاج التلفزيوني، لكنه قرر رفضه لأنه لم يكن لديه معرفة بالإنتاج. وعاد إليها لاحقًا لمشاهدة حلقة «هوليوود بابل». قررت ادلوند لديهم نظرة موظفي الإنتاج مثل «كرات الأبله»، ويسخرون من موظفي الإنتاج خارق ' وشبكة، والاستوديو. على سبيل المثال، التعليقات التي أدلت بها شخصية «بدلة الاستوديو» لجاري كول كانت تستند إلى ملاحظات من الشبكة والاستوديو لـ خارق للعادة خلال موسمي الإنتاج. تشمل المراجع ما وراء القصّة الأخرى تعليقًا على أحد الشخصيات على «السيناريو الرهيب» لبوجيمان، وهو فيلم كتبه كريبك؛  أصبح سام غير مرتاح مع مرور جولة الاستوديو على مجموعة جيلمور جيرلز، وهو مسلسل تلفزيوني كان لباداليكي دور متكرر فيه؛ وسام معلنا أن طقس هوليوود «كندي إيجابي».
تم تطوير قصص أخرى من مفاهيم بسيطة. على سبيل المثال، تم تطوير حلقة مصاص الدماء المُصلح «إراقة الدماء» للإشارة إلى أنه لا ينبغي قتل جميع الوحوش دون تمييز. ألمحت المؤامرة إلى «قضايا عنصرية»، لكن ليس بشكل صارخ. بدلاً من ذلك، كما أشار باداليكي، قاموا باستكشافها «بطريقة ممتعة». انطلقت حلقة «المشتبه بهم المعتادين» من رغبة الكتّاب في إبقاء الجمهور في حالة تخمين. قدمت كاثرين همفريس قصة مع شبح بمثابة فأل موت - يحذر الناس من مأساة المستقبل، بدلاً من محاولة قتلهم، على عكس الأشباح السابقة في المسلسل. ومع ذلك، واجه همفريس مشكلة في تطوير مخطط النص. وأشار كريبك إلى جزء من الحادثة التي تم فيها اعتقال الإخوة وعليهم أن يشرحوا للشرطة ما حدث؛ أصبح هذا السيناريو في نهاية المطاف إطار عمل الحلقة، التي بدأت مع احتجاز سام ودين. نشأ مفهوم «حكايات طويلة» في حلقة «قال، قال»، حيث يروي الأخوان نسخًا متضاربة من نفس القصة. ناقش الكتاب استخدام خمسة أو ستة وحوش في محاولة للعثور على واحد مناسب للحلقة، لكنهم استقروا في النهاية على محتال لأنه «يمكنه فعل كل ما يريدونه». على الرغم من أن الكتاب يفضلون عادةً إضفاء طابعهم الخاص على الفولكلور، فقد قرروا في هذه الحالة أن يظلوا مخلصين لأساطير المخادعين النموذجية. لأن الموسم ألمح إلى احتمال أن يصبح سام سيئًا، أراد الكتاب تصوير كيف سيتصرف سام الشرير وما سيكون رد فعل دين. تم تصوير إحدى أولى الأفكار الإبداعية للكُتّاب لهذا الموسم في إعلان تشويقي لفيلم «ولدت في ظل علامة سيئة»، حيث يستيقظ سام المغطى بالدماء ولا يتذكر الأسبوع الماضي من حياته. تضمنت المؤامرة، التي «سقطت في مكانها» أثناء عملية الكتابة، حيازة شيطانية لشرح تصرفات سام - وهو حدث أدى إلى عودة شيطان ميغ ماسترز المنتقم.
بعد تطوير الخطوط، حدثت انحرافات كبيرة في بعض الأحيان في عملية الكتابة. كما هو الحال في النسخة النهائية من السيناريو، كان التوائم الذين يتمتعون بقدرات التحكم في العقل محور تركيز ادلوند الأصلي في حلقة «وقال سيمون». ومع ذلك، فإن التوأم الأقوى - الذي ظل منعزلاً بسبب التشوهات - أجبر شقيقه على إدراك نفسه على أنه متخلف. وفي نهاية الحلقة أكله شقيقه انتقاما. تم تغيير القصة في النهاية، وبدلاً من ذلك ركزت على أسئلة مثل «ماذا تفعل بالقوة؟». شعر كريبك أن هذا يتناسب بشكل كبير مع قصة المسلسل، لأن سام لم يكن مرتاحًا لقدراته المتطورة؛ أراد الكتاب استكشاف أحد الأطفال النفسيين الذين أخذوا قدرته كهدية. نشأ فيلم فولسوم سجن بلوز من رغبة كريبك في إبراز أشباح السجن، وكانت المؤامرة الأولية قد ألقت القبض على وكيل مكتب التحقيقات الفيدرالي هنريكسن أخيرًا الإخوة وإرسالهم إلى السجن. ومع ذلك، فقد تسبب هذا في تعقيد كبير: سيتعين على الكتاب ابتكار طريقة لهروب سام ودين في النهاية. واقترح الكاتب جون شيبان أن يتم توقيف الأخوين عن قصد من أجل العمل في وظيفة، مع الكشف عن حارس السجن كصديق للعائلة.
انتهت الحلقة النهائية المكونة من جزئين «كل الجحيم ينكسر» العديد من أحداث القصة. قُتل الأطفال النفسيون لأن الكتاب شعروا أن الشخصيات لم تكن مثيرة للاهتمام مثل الشياطين والوحوش. تم تدمير رودهاوس بسبب كره كريبك لهذا المفهوم؛ شعر أنه أعطى منزلاً لعرض الطريق. خوفا من أن يخيب آمال المعجبين من خلال خلق الكثير من الترقب، قرر كريبك أيضًا الإجابة على العديد من الأسئلة المتعلقة بخطط عزازيل في «الجزء الأول». أنهى الجزء الثاني سعي الأخوين لقتل عزازيل، لكنه فتح أيضًا المزيد من القصص للموسم الثالث، مثل اتفاق دين الشيطاني لإحياء سام والسؤال عما إذا كان ما عاد «سام نقيًا بنسبة مائة بالمائة». بالإضافة إلى ذلك، بدأت «حرب الشياطين ضد الإنسانية» - التي ألمح إليها طوال الموسمين الأولين - أخيرًا في نهاية النهاية.

## التصوير
تم التصوير الرئيسي في فانكوفر، كولومبيا البريطانية. استخدم الطاقم كاميرتين في وقت واحد لكل مشهد، مما سمح بتصوير زاويتين مختلفتين بنفس التسلسل. عادة ما يكون للمسلسل جو مظلم، على الرغم من أن الإنتاج خلق عن قصد مظهرًا متباينًا لبعض الحلقات. يعرض فيلم هوليوود بابل تفاصيل تصوير فيلم رعب مزيف، وساعد استخدام طريقتين في التصوير على التمييز؛ استخدمت مشاهد الفيلم المزيف ألوانًا أكثر تشبعًا، بينما كانت مشاهد الحلقة الفعلية «تعود إلى الواقع». لتصوير العالم المثالي لـ «ما هو وما لا يجب أن يكون أبدًا»، فإن الظلال المعتادة و «الإضاءة المتقلبة» تجعلها ملونة ودافئة.
نشأت مشاكل أثناء الإنتاج في بعض الأحيان. بالنسبة لمشاهده بصفته الشيطان ذو العيون الصفراء عزازيل طوال الموسم، كان فريدريك لين يرتدي عدسات لاصقة ملونة صلبة حجبت رؤيته بشكل كبير. وضع طاقم الإنتاج أكياس الرمل على الأرض لمساعدته في تحديد مكان علاماته. ليندسي ماكيون، التي صورت شخصية حاصدة يمتلكها عزازيل لفترة وجيزة في «في زمن موتي»، واجهت أيضًا نفس المشكلة. استغرق مشهدها - وهي تلامس جبين أكليس - تسع لقطات لتصويرها لأنها ظلت مفقودة. توقف تصوير فيلم «ما هو وما الذي يجب ألا يكون» لاستيعاب أدرياني باليكي المشغول. انتقل الإنتاج إلى الحلقة التالية بعد خمسة أيام من التصوير، واستؤنف عندما أصبح باليكي متاحًا للأيام الثلاثة الأخيرة.

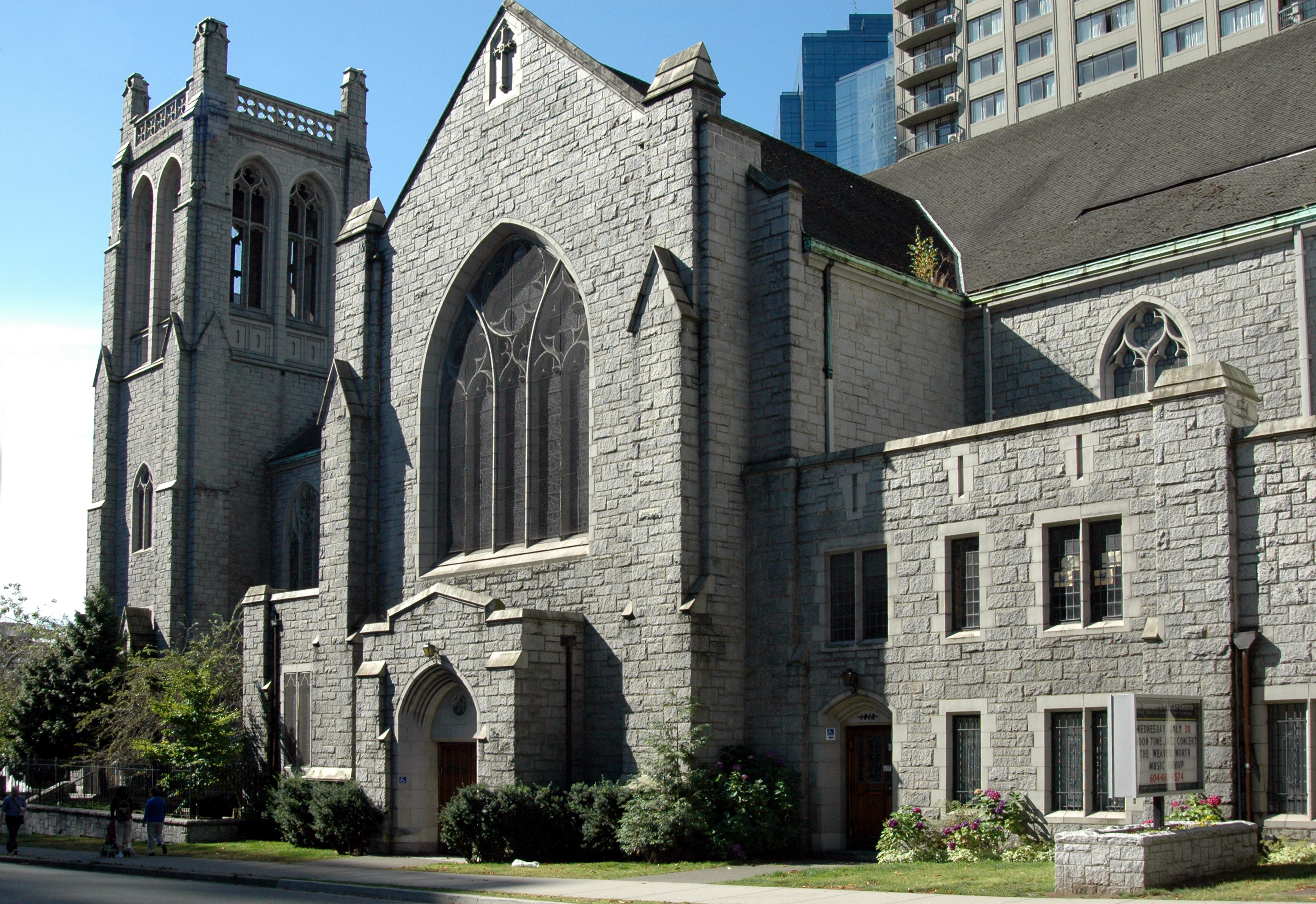
تم تصوير جزء من "منازل المقدسة" في كنيسة سانت أندروز ويسلي المتحدة.

نظرًا لأن المسلسل يستخدم عددًا قليلاً من مجموعات الوقوف، فقد اضطر المصمم جيري وانيك غالبًا إلى إنشاء مجموعات جديدة تمامًا لكل حلقة. أثرت العناصر الخارجية على بعض التصميمات، حيث كان البار في فندق «اللعب» بمثابة تكريم لـ البريق (فيلم). كان وانك، وهو مواطن من ولاية ويسكونسن، قادرًا على دمج العناصر الشخصية في الموتيل الذي تم إعداده لحلقة «مشروب الليل» في ويسكونسن ؛ نظرًا لأن البولكا جزء من ثقافة الولاية، فقد استخدم ملصقات من فرقة البولكا القديمة لوالده، بالإضافة إلى صور لأبناء أخيه ومعالم ويسكونسن. نظرًا لجو «الروايات الطويلة»، فقد تم تصميم موتيل تلك الحلقة ليكون «فوق القمة». لاحظ وانك، «لقد كانوا في هذا الفندق ذو المظهر الغريب حقًا والذي يحتوي على ثريات كريستالية وأسرّة منحوتة وموقد وثلاجة فيروزي، ومشمع الفترة الرائع هذا على الأرض. اعتقدت أنه يتوافق حقًا مع إيقاع العرض وعاطفته». في بعض الأحيان، كان وانك قادرًا على إعادة استخدام المجموعات القديمة. تم إعادة تصميم الدور العلوي الذي تم تعيينه من «لا يوجد مخرج» ليصبح شقة لـ «كروس رود بلوز»،  وكان البار في «ولدت في ظل علامة سيئة» عبارة عن مجموعة رودهاوس تم تجديدها.

## الاستقبال
كان لدى خارق للعادة تقييمات منخفضة خلال موسمه الثاني. تألف المشاهدون بشكل أساسي من الفتيات المراهقات، حيث حاولت سي دبليو جذب المزيد من الذكور. احتلت المرتبة رقم 216 بالنسبة إلى موقع عروض شبكات وقت الذروة الأخرى. بمتوسط مشاهدة 3.14 مليون أمريكي،  كان مستقبل البرنامج محل شك في نهاية الموسم. ورغم ذلك تم تجديد المسلسل لموسم ثالث. وفقا لجندي القوات الخاصة الرقيب كيفين وايز في مؤتمر خارق للطبيعة لعام 2007، كانت أقراص دي في دي الأكثر طلبًا من قبل أفراد القوات المسلحة في العراق وأفغانستان أول موسمين من السلسلة.
تلقى الموسم الثاني من المسلسل مراجعات إيجابية من النقاد. أبلغ موقع مجمع المراجعة على الويب روتن توميتوز عن معدل موافقة بنسبة 100 ٪ بمتوسط تقييم 8.15 / 10 استنادًا إلى 6 مراجعات. أعطى جيم كاز من آي جي إن الموسم درجة مماثلة عند 8/10. بينما كان مترددًا في البداية بشأن المسلسل، معتقدًا أنه «هجين آخر للرعب / الخيال العلمي / غامض يشعل التقييمات حاليًا»، وجد «قصصًا مخيفة ومعقدة» للتغلب على «الانطباعات الأولية لإعلانات كليراسيل وباريس هيلتون في بيت من الشمع (فيلم 2005)». مشيدا نهاية مشوقة والكيمياء الشقيق بين الجهات الرائدة، التي تعتبر كاز خارق «، ملحوظة للغاية واحدة، والتمثيل الممتاز (قال شملت الأولاد جميلة) الحافة من الخاص بك بين مقعد، الكرة الموقد من سلسلة مع نصي قوية وبعض الخاصة غرامة تأثيرات». مورين رايان من شيكاغو تريبيون استمتعت تمامًا بالموسم ، و «أحببت حقًا» رودهاوس. لم تفهم لماذا لم يتم استخدام رودهاوس أكثر طوال الموسم ، كانت «منزعجة جدًا» عندما تم تدميرها. فضل رايان أيضًا شخصيات الصياد الجديدة ، وخاصة آش ، ولم يكن سعيدًا عندما قُتل آش. فيما يتعلق بسام ودين ، أشارت إلى قدرة المسلسل على «الصراعات الأخوية والعواطف متداخلة من خلال قصة وحش الأسبوع التي تم التخطيط لها جيدًا». بينما كانت تستمتع بظهور تريشيا هيلفر كضيف ، لم تستمتع بمهمة ليندا بلير وكانت تفضل «ممثلة أكثر مهارة». حصل الموسم على درجة B- من بريان تاليريكو من يو جي أو، الذي وجده «محبطًا» بسبب استخدام «نفس الصيغة المتوقعة» التي لا تفي بمعايير الموسم الأول. ومن بين المشاكل الأخرى التي وجدها «الأخوان [يتأوهون] ويأخذون كل شيء على محمل الجد». ومع ذلك ، كان يعتقد أن الموسم انتهى «بقوة» - لقد أحب كيف اختتمت القصة الرئيسية ، وافتتحت أحداثًا جديدة - وأشار إلى وجود بعض الحلقات «الممتازة». أشاد تاليريكو «بمغامرة وينشستر اللطيفة» «المشتبه بهم المعتادين»، وشعر أنه يحتوي على «إشارات ثقافة شعبية كافية لإثارة غيرة تارانتينو» و «مزيج نغمات مثالي يجعل العرض رائعًا للغاية». وجد أيضا «مشروب الليل» ليكون "أفضل عمل ساعة من خارق ' سنة الثانية"، معتبرا أنه «التثبيت من البداية إلى النهاية». كما أشاد بيتر براون من مجلة أي إف بالموسم الرائع الذي منح الموسم درجة B +. استمتع بتوسيع أساطير المسلسل، وكذلك الشخصيات الجديدة التي تم تقديمها. كما أشاد «بالموسيقى والأصوات المؤرقة التي تعطي شعورًا تقشعر له الأبدان لكل حلقة»، وشعرها بأنها تستحق الإيمي.

## وسائل الإعلام الرئيسية
تم إصدار الموسم الثاني من خارق للعادة كمنطقة من ستة أقراص مربع دي في دي تم تعيينه في الولايات المتحدة في 11 سبتمبر 2007،  قبل أسبوعين من العرض الأول للموسم الثالث. بما في ذلك كل 22 حلقات الموسم الثاني ، تضمنت المجموعة أيضًا إضافات دي في دي مثل تعليقات الحلقة، والمشاهد المحذوفة، والأخطاء المربكة ، واختبار الشاشة الأصلي لـ جاريد باداليكي، وميزة حول صنع خاتمة الموسم  احتل الموسم المرتبة الأولى.13 في مبيعات دي في دي لأسبوع إطلاقه، بيع 67735 مجموعات مقابل 2,573,253 دولار. ومع ذلك، فقد تراجعت من قائمة أفضل 30 في الأسبوع التالي. للمنطقة 2، تم تقسيم الموسم إلى جزأين ، صدر في 14 مايو 2007،  و 10 سبتمبر 2007 ؛  تم إصدار المجموعة الكاملة في 29 أكتوبر 2007. تم إصدار الموسم أيضًا في المنطقة 4 في 3 أكتوبر 2007. تم إصدار الموسم الثاني على قرص بلو راي للمنطقة في 14 يونيو 2011، بما في ذلك ميزة خاصة جديدة - «خارطة طريق الشيطان»، وهو دليل تفاعلي يعرض مقابلات حول كل حلقة.

## وصلات خارجية
- الموقع الرسمي
- قائمة حلقات خارق للعادة  على قاعدة بيانات الأفلام على الإنترنت
- قائمة حلقات خارق للطبيعة  season 2  على تي في.كوم